# 暹羅副雙邊魚
暹羅副雙邊魚為輻鰭魚綱鱸形目鱸亞目雙邊魚科的其中一個種，分布於亞洲泰國、馬來西亞、新加坡及印尼蘇門答臘的淡水流域，體長可達6公分，生活在氾濫平原，屬肉食性。
种加名 siamensis 意为“暹罗的”。